# 屯蘭炭鉱
屯蘭炭鉱（とんらんたんこう、中国語: 屯兰煤矿）は、中華人民共和国山西省古交市に存在する炭鉱。 

## 概要
山西焦煤集団西山煤電公司が経営。年間産出量は500万トンと中国では、中～大規模な炭鉱である。非常に質の良い（カロリーの高い）石炭が産出される反面、湧出するガス量も多いことで知られてきた。

## 事故
2009年2月22日にはガス爆発事故が発生。坑内で作業していた436人中74人が死亡する事故となった。 